# Комиэнерго
Комиэнерго (филиал ПАО «МРСК Северо-Запада» «Комиэнерго») — региональная энергетическая компания, занимающаяся передачей и распределением электрической энергии и оказанием услуг по технологическому присоединению потребителей к электрическим сетям в Республике Коми.

## История
К 1960 году на территории Коми насчитывалось 1916 электростанций, изолированных друг от друга. Они принадлежали разным организациям и ведомствам, в связи с чем имелись трудности распределения электроэнергии и тепла потребителям. Общее число работающих в энергетике составляло свыше 3000 человек. Вырабатывалось более 1 млрд кВт. Это стало предпосылкой к созданию на базе такого разрозненного энергетического хозяйства единого организационного центра.
Организация первоначально была создана в Ухте как районное энергетическое управление «Комиэнерго» в 1964 году. Позже в ведение «Комиэнерго» переданы Сыктывкарская центральная водогрейная котельная, а также ТЭЦ в Воркуте, Инте, Сосногорске.
Создание единой энергосистемы Коми АССР было закончено к 1982 году. Приступили к работе ТЭЦ Сыктывкарского лесопромышленного комплекса, Сосногорская ТЭЦ, Печорская ГРЭС, построена системообразующая ВЛ-220 кВ Инта-Печора-Ухта-Микунь, две ВЛ-110 кВ Микунь-Сыктывкар с обслуживающими их подстанциями. Изолированно функционировал только Воркутинский энергоузел.
В 1993 году предприятие переименовано в АЭК «Комиэнерго». С 1996 года руководство «Комиэнерго» находится в Сыктывкаре. В 1997 году в состав «Комиэнерго» вошел Сыктывкарский филиал «Гортеплосеть» МУП «Жилкомхоз». В 2005 году компания была разделена на ОАО «Магистральные электрические сети РК» («Комиэнерго») и Коми филиал ОАО Территориальной генерирующей компании № 9 (ТГК-9), с головным офисом в Перми. C апреля 2008 года «Комиэнерго» является филиалом ОАО «МРСК Северо-Запада».

## Производственные отделения
- Воркутинские электрические сети
- Печорские электрические сети
- Центральные электрические сети
- Южные электрические сети